# Jia Zhangke

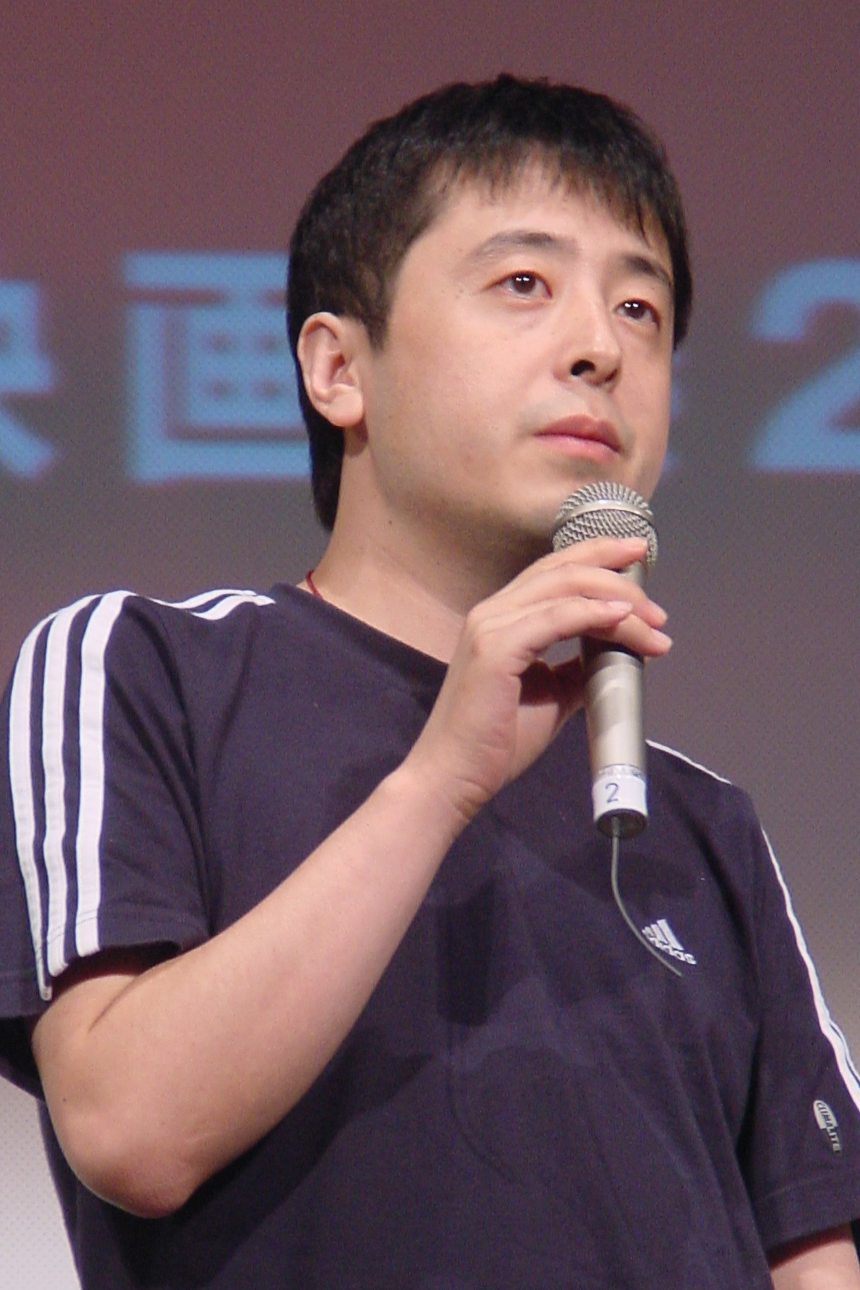
Jia Zhangke beim IDCF, Kawaguchi 2005

Jia Zhangke (chinesisch 賈樟柯 / 贾樟柯, Pinyin Jiǎ Zhāngkē; * 24. Mai 1970 in Fenyang, Shanxi) ist ein chinesischer Regisseur und Drehbuchautor.

## Leben
Jia studierte zunächst Malerei an der Akademie der Schönen Künste in Taiyuan. 1991 veröffentlichte er einen ersten Roman. Später wechselte er an die Filmakademie in Peking, wo er eine Gruppe für experimentellen Film ins Leben rief, die als erste unabhängige Produktionsstätte für Filme in China gilt. Seine bisherigen neun Spielfilme, die dem chinesischen Underground-Film zugerechnet werden, wurden auf verschiedenen internationalen Filmfestivals mit Preisen ausgezeichnet. So gewann 1998 sein Debütfilm Xiao Wu den im Rahmen der Berlinale verliehenen NETPAC Award sowie den Wolfgang-Staudte-Preis. 2000 stand sein Film Platform bei den Filmfestspielen von Venedig im Wettbewerb um den Goldenen Löwen. Ebenso 2004 der Film Shijie. Schließlich wurde Jia 2006 für Still Life der Goldene Löwe zuerkannt. 2007 gewann er für den Dokumentarfilm Wuyong in Venedig den Orizzonti-Doc-Preis. 2008 war er mit dem Spielfilm 24 City im Wettbewerb der 61. Filmfestspielen von Cannes vertreten, wo dieser erfolglos um die Goldene Palme konkurrierte.
Die Filme von Jia Zhangke zeichnen sich durch einen betonten Realismus aus. Seine Themen findet er im täglichen Leben der semi-urbanen Zonen Chinas, wo er die Kehrseite dessen auf die Leinwand bringt, was das offizielle chinesische Kino entwirft. Folge seiner Arbeit ist eine hohe Popularität in Europa, während er in seiner Heimat einer breiten Öffentlichkeit weitgehend unbekannt ist.
2011 wurde er bei den 68. Internationalen Filmfestspielen von Venedig als Jurypräsident der offiziellen Sektion Orizzonti berufen.
Seit 2012 ist Jia mit der chinesischen Schauspielerin Zhao Tao verheiratet, die in mehreren seiner Filmen mitspielt.
2013 erhielt er für A Touch of Sin (Tian zhu ding) seine dritte Einladung in den Wettbewerb der Internationalen Filmfestspiele von Cannes. Der Spielfilm dokumentiert anhand von vier Personen in vier verschiedenen Provinzen die zunehmende Gewalt, die der wirtschaftliche Erfolg im zeitgenössischen China mit sich bringt.
2018 wurde er als Jurypräsident für den internationalen Wettbewerb beim Locarno Festival berufen.
Sechs Jahre später wurde sein Spielfilm Caught by the Tides erneut für den Hauptwettbewerb von Cannes berücksichtigt.

## Filmografie (Auswahl)
- 1995: Xiao Shan Going Home, (小山回家, Xiǎoshān Huíjiā)
- 1997: Pick Pocket (小武, Xiǎowǔ)
- 2000: Platform (站台, Zhàntái)
- 2001: In Public (公共场所, Gōnggòng chǎngsuǒ) – Kurzfilm
- 2002: Unknown Pleasures (任逍遥, Rèn Xiāoyáo)
- 2004: Welt Park Peking (世界, Shìjiè)
- 2006: Still Life (三峡好人, Sānxiá Hǎorén)
- 2006: Dong (东, Dōng)
- 2007: Useless (无用, Wúyòng)
- 2007: Our ten years (我们的十年, Wǒmen de shí nián) – Kurzfilm
- 2008: 24 City (二十四城记, Èrshísì Chéng Jì)
- 2008: Rememberance (纪念, Jìniàn – Kurzfilm)
- 2008: Cry me a river (河上的爱情, Hé shàng de Àiqíng) – Kurzfilm
- 2010: I wish I knew (海上传奇, Hǎi shàng Chuánqí)
- 2013: A Touch of Sin (天注定, Tiān zhùdìng)[5]
- 2015: Mountains May Depart, (山河故人, Shānhé Gùrén)
- 2018: Asche ist reines Weiß (江湖儿女, Jiānghú Érnǚ)
- 2024: Caught by the Tides (风流一代, Feng liu yi dai)